# Meteorologický sloup (Opava)
Meteorologický sloup v Opavě, nazývaný také Meteorologický sloupek v Opavě nebo Skříňka na barometr, je skříňový historický meteorologický sloup ve Dvořákových sadech ve čtvrti Opava-Město ve městě Opava v okrese Opava. Nachází se také v pohoří Opavská pahorkatina v Moravskoslezském kraji.

## Galerie

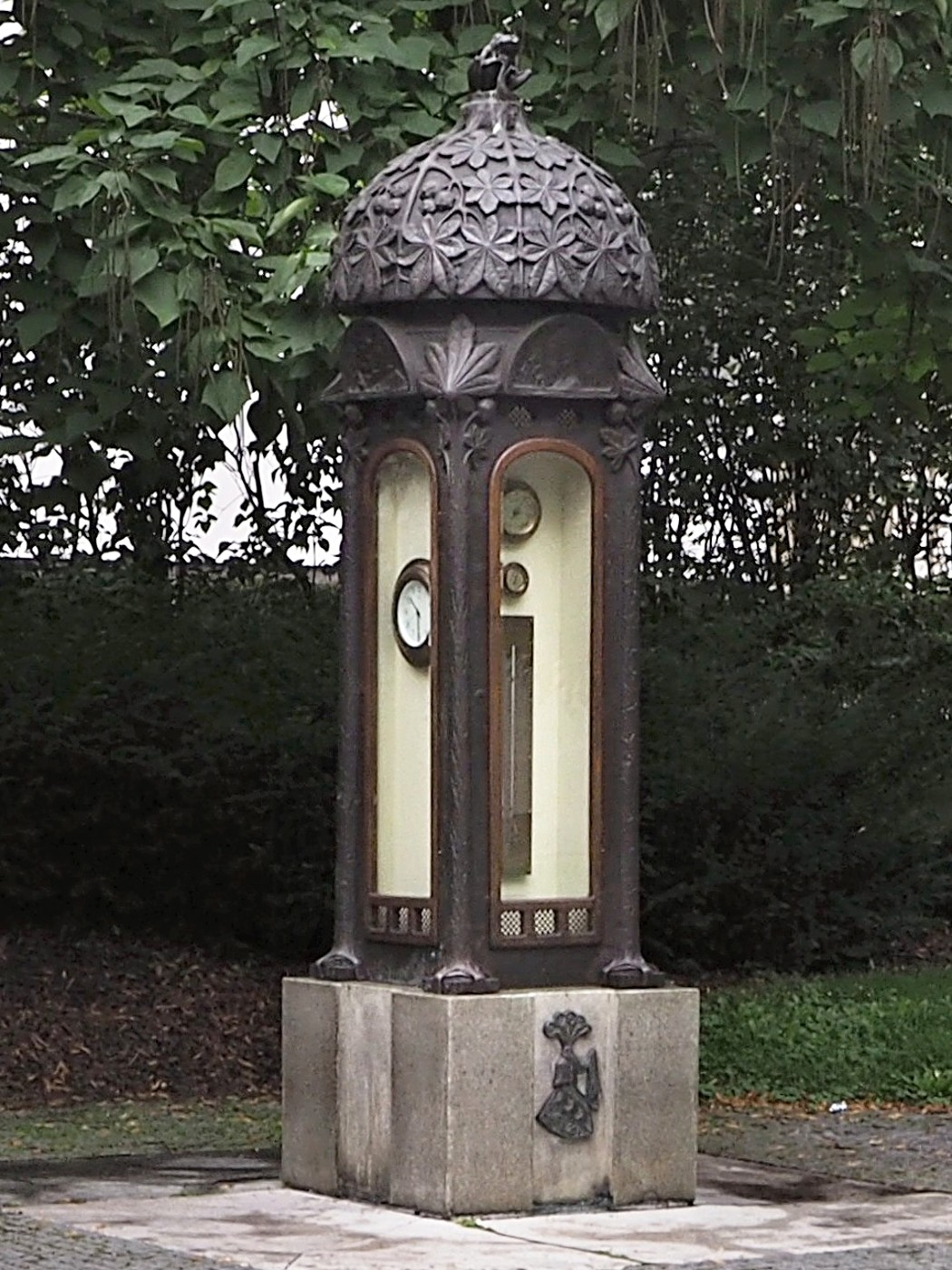
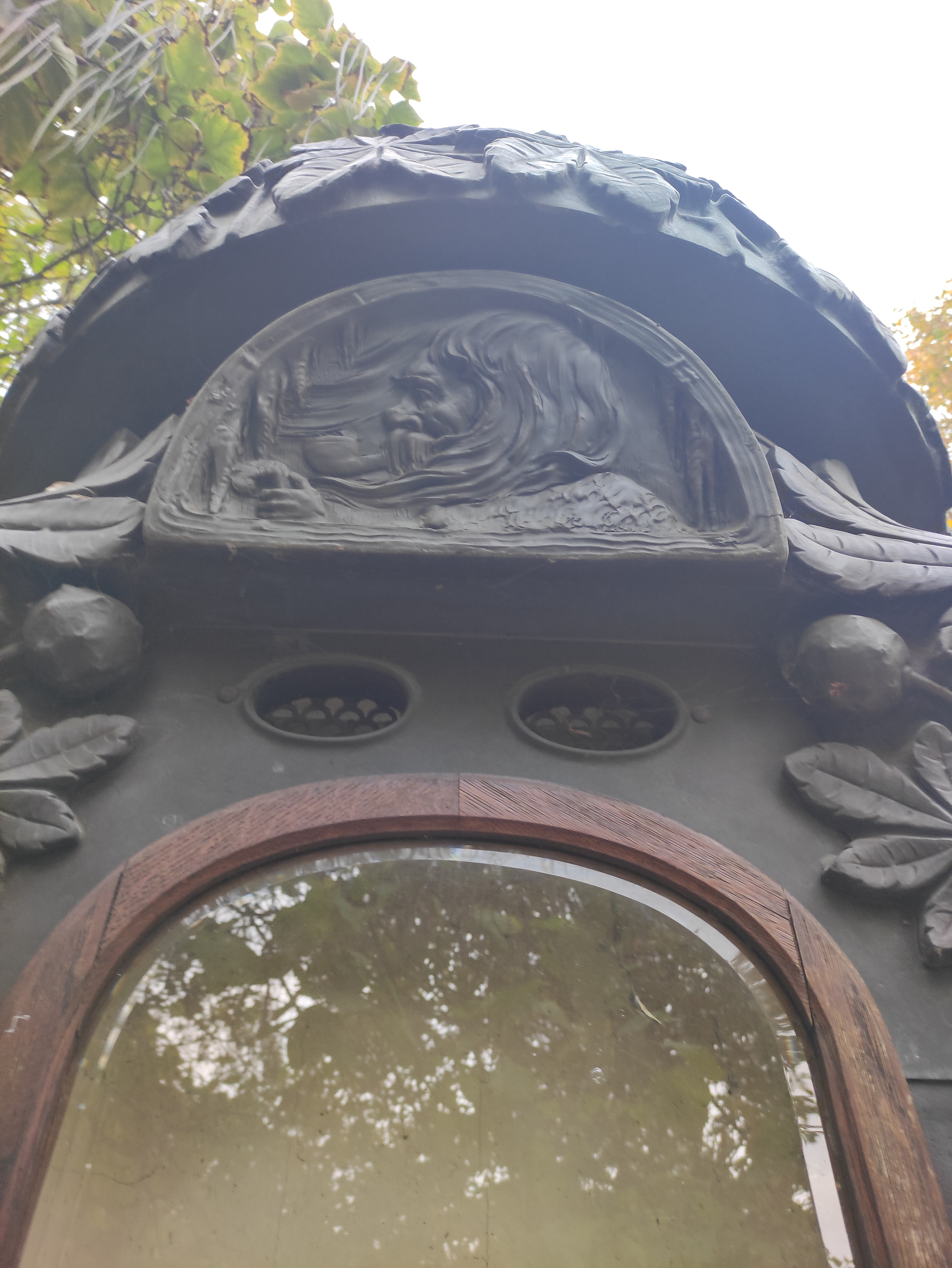

## Další informace
Meteorologický sloup v Opavě je umělecky provedená exteriérová litinová skříň na meteorologické přístroje, a to barometr, teploměr a vlhkoměr. Původní je však pouze skříň z období secese, která je chráněna jako kulturní památka od roku 1958. V minulosti se nacházel na jiném místě v Opavě. S největší pravděpodobností je meteorologický sloup autorským dílem sochaře Aloise Redla, který byl asistentem na místní reálce, a vznikla ke konci 19. století. V roce 2007 byla provedena rekonstrukce a vybavení novými přístroji. V Opavě býval dříve jiný (starší) meteorologický sloup, který se však nezachoval.